# الحرية الدينية في منغوليا
ينص دستور منغوليا على الحرية الدينية، وتحترم الحكومة المنغولية هذا الحق في الممارسة بشكل عام، ومع ذلك، يحد القانون من التبشير إلى حد ما، وقد واجهت بعض الجماعات الدينية مضايقات بيروقراطية، أو رُفض تسجيلها. لم توجد إلا تقارير قليلة عن انتهاكات مجتمعية، أو تمييز قائم على المعتقد الديني، أو الممارسة الدينية.

## الديموغرافيا الدينية
تبلغ مساحة الدولة 604,247 ميل مربع (1,564,990 كيلومتر مربع)، ويبلغ عدد سكانها 3.1 مليون نسمة. ترتبط البوذية وتقاليد البلاد ارتباطًا وثيقًا، إذ يمارس 59.7% من المنغوليين المتدينين بعض أشكال البوذية، في حين أن 26.5% من السكان ملحدين. تعتبر البوذية اللامية ومن ضمنها مدرسة غلوغبا، الديانة التقليدية والمهيمنة.
ازداد الاهتمام بممارسة البوذية، عندما انتهت الرقابة الاشتراكية على الدين وتقاليد البلاد في عام 1990.
يعتبر شعب الكازاخ، ومعظمهم من المسلمين، أكبر أقلية إثنيّة، ويمثلون حوالي 4% من السكان في جميع أنحاء البلاد، و85% في المحافظة الغربية، بيان أولجي. يدير شعب الكازاخ مدراس إسلامية لتعليم أطفالهم، ويتلقون المساعدة المالية في بعض الأحيان، من المنظمات الدينية في كازاخستان وتركيا.
يوجد عدد قليل من المسيحيين، بمن فيهم الروم الكاثوليك، والروس الأرثوذكس، والبروتستانت على وجه الخصوص. يمارس المسحية حوالي 30000 مواطن، أو 3% من السكان المسجلين في العاصمة أولان باتور.
يمارس الكثير من المنغوليون الشامانية، وتقيم غالبيتهم في الريف. هناك أيضًا مجتمعات صغيرة من البهائيين، وأناندا مارغا في أولان باتور.

## وضع الحرية الدينية

### الإطار السياسي والقانوني
ينص الدستور على الحرية الدينية، وقد احترمت الحكومة هذا الحق في الممارسة بشكل عام، ومع ذلك، يحد القانون من التبشير، وتواجه بعض الجماعات الدينية التي تسعى لتُسجّل، متطلبات بيروقراطية مرهقة، وتأخيرات طويلة. يعترف الدستور صراحة بالفصل بين الكنيسة والدولة.
يعتقد التقليديّون المنغوليون أن البوذية- على الرغم من عدم وجود دين للدولة- هي «دين الفطرة» في البلاد. ساهمت الحكومة في ترميم العديد من المواقع البوذية، التي تعد مراكز دينية، وتاريخية، وثقافية مهمة. لم تدعم الحكومة من ناحية أخرى، البوذية أو أي مجموعات دينية أخرى.
ينبغي على الجماعة الدينية التسجيل لدى وزارة العدل والشؤون الداخلية، وهي عملية لا مركزية وبيروقراطية، حتى تعمل كمنظمة بشكل قانوني، ويجب على المؤسسات الدينية إعادة التسجيل سنويًا. يسمح القانون للحكومة بالإشراف على عدد أماكن العبادة، وعدد رجال الدين، والحد منهم. استخدمت الحكومة عملية التسجيل كآلية للحد من عدد أماكن العبادة الدينية، ولم تكن هناك تقارير تفيد أنه حُدّ من عدد رجال الدين، خلال الفترة المشمولة بالتقرير.
يجب أن تقدم المجموعات الوثائق التالية عند التسجيل: رسالة إلى الوزارة الوطنية تطلب فيها التسجيل، ورسالة من مجلس المدينة أو أي سلطة محلية أخرى، تمنح الموافقة على أداء الخدمات الدينية، ووصفًا موجزًا للمؤسسة، وميثاقها، ووثائق تأسيس المجموعة المحلية، وقائمة من القادة أو المسؤولين، ومعلومات موجزة عن السيرة الذاتية للشخص الذي يرغب في أداء الشعائر الدينية، والعدد المتوقع من المصلين.
يطلب مجلس مدينة أولان باتور والهيئات التشريعية المحلية، وثائق مماثلة قبل منح الموافقة على أداء الخدمات الدينية. بينما تمتلك وزارة العدل والشؤون الداخلية السلطة النهائية للموافقة على طلب المنظمة، يبدو أن هذا تمثيلية رتيبة إلى حد كبير. تقيّم الهيئات التشريعية المحلية الطلبات عمليا.